# Nesomys audeberti
Nesomys audeberti är en gnagare i underfamiljen Madagaskarråttor. Typexemplaret överlämnades till Fredericus Anna Jentink av den tyska naturforskaren Joseph Peter Audebert som hedrades med artens epitet.

## Utbredning
Arten förekommer med flera från varandra skilda populationer i östra Madagaskar. Den vistas vanligen i låglandet men den når ibland 1025 meter över havet. Habitatet utgörs av regnskogar. 
Populationen på halvön Masoala utgör kanske en annan art.

## Utseende
Vuxna exemplar når en kroppslängd (huvud och bål) av 195 till 205 mm, en svanslängd av cirka 170 mm och en vikt av 193 till 239 g. På ryggens topp är några svarta hår inblandade i den rödbruna pälsen. Arten har på undersidan rosa päls med en vit fläck på strupen. Huvudet kännetecknas av en spetsig nos och medelstora öron. De svarta håren på svansen är nära bålen korta och vid spetsen långa. De bildar där en tofs. Några individer har en vit svansspets. Extremiteterna är täckta av korta mörkbruna hår.

## Ekologi
Individerna skapar komplexa tunnelsystem med flera kamrar. Dessa bon ligger oftast under ett träd som ligger på marken eller under buskarnas rötter. Nesomys audeberti är främst aktiv under skymningen och gryningen. Honor föder en eller två ungar per kull. För arten antas att huvudfödan utgörs av frön som kompletteras med frukter och insekter. Parningen sker under juli och augusti. Honan är sedan 6 veckor dräktig.

## Hot
Gnagaren är känslig för skogsavverkningar och för skogsbruk, till exempel för produktionen av träkol. Arten förekommer i olika naturskyddsområden, bland annat i Ranomafana nationalpark. Beståndet minskar men det betraktas fortfarande som ganska stort. IUCN listar Nesomys audeberti som livskraftig (LC).